# 朗蒂戰役
朗蒂戰役發生於1554年8月12日，是義大利戰爭中的一場戰役，法軍和神聖羅馬帝國軍在法國北部的朗蒂發生戰鬥，法軍由吉斯公爵法蘭索瓦率領，而帝國軍隊由神聖羅馬皇帝查理五世親率。

## 經過
吉斯公爵已經在1552年的梅斯圍城戰迫使帝國皇帝放棄梅斯，而法王亨利二世根據與帝國新教諸侯簽署的香波條約佔領了這座城市。法軍於1554年擊退帝國對此地的進攻，使得法國最終得以保留三主教管區。

## 註腳
1. ↑  Thevet 2010，第92頁.
2. 1 2  Périni 1896，第286頁.
3. ↑  Tucker 2010，第516頁.

## 書目
- Thevet, André. . 由Benson, Edward翻译. Truman State University Press. 2010.
- Tucker, Spencer C. (编).  Vol. 2. ABC-CLIO. 2010.
- Périni, Hardÿ de. . Ernest Flammarion. 1896.